# ۴۲۵ خیابان پارک
۴۲۵ خیابان پارک یک ساختمان اداری در شهر نیویورک است که توسط هلدینگ ال اند ال و بنتال گرین اوک با طرحی توسط شرکت معماری فاستر اند پارتنرز توسعه یافته است. کار بر روی ساختمان جدید در سال ۲۰۱۶ آغاز و ساختمان در اکتبر ۲۰۲۲ تکمیل شد.

## معماری

### ساختمان اصلی

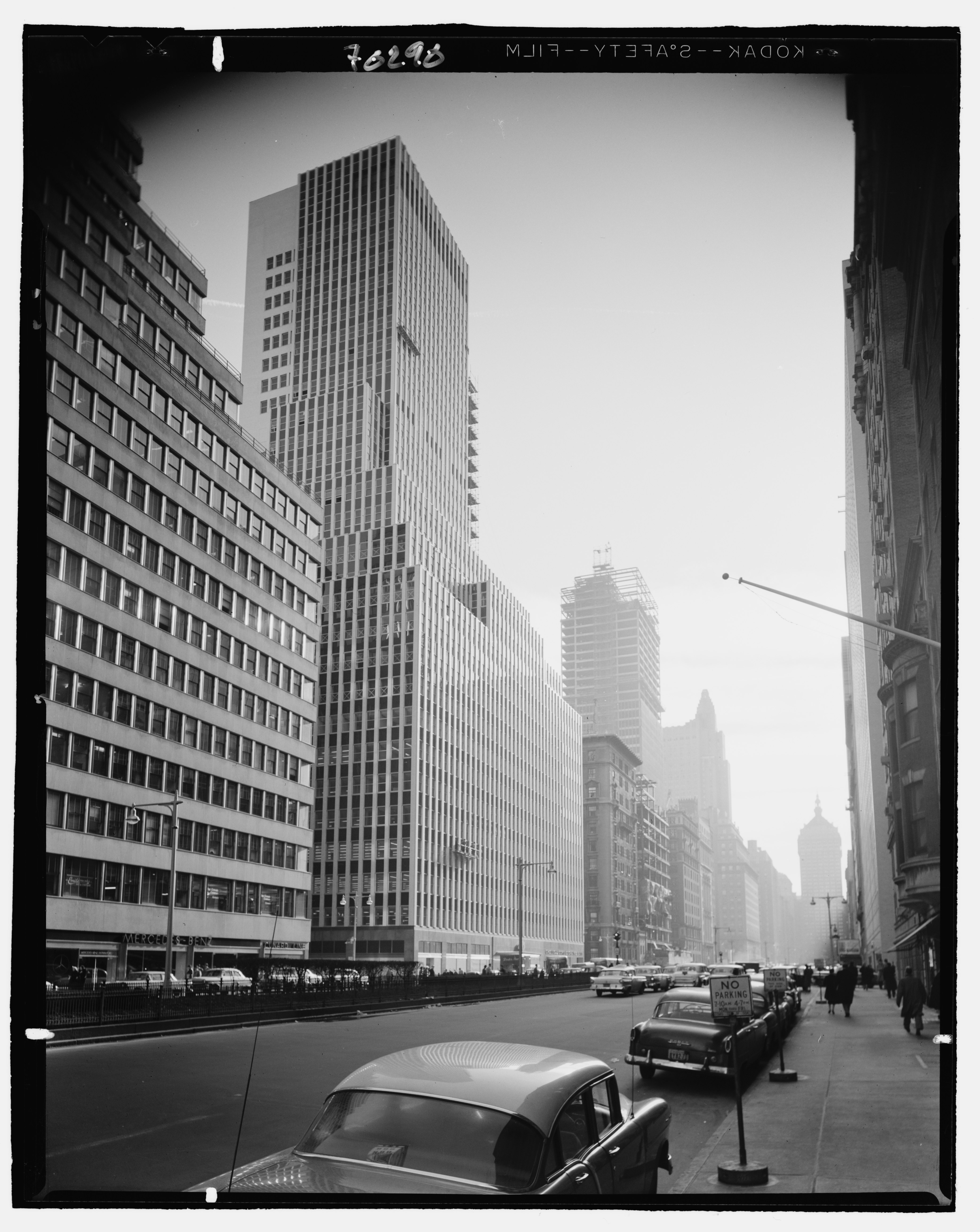
۴۲۵ خیابان پارک قدیمی

ساختمان اصلی با ارتفاع ۳۸۸-فوت (۱۱۸-متر) و به سبک معماری مدرن، توسط شرکت خان و جیکوب طراحی شده است. این برج جایگزین ردیفی از شانزده خانه شهری چهار طبقه ساخته شده توسط رابرت گولت در سال ۱۸۷۱ شد. ساخت این ساختمان در سال ۱۹۵۴ آغاز گردید، در زمینی که از املاک رابرت والتون گولت اجاره شده بود، که در سال ۱۹۴۱ درگذشت. در زمان ساخت، این ساختمان یکی از بلندترین ساختمان‌هایی بود که از اتصالات پیچ و مهره استفاده می‌کرد. این ساختمان ۳۲ طبقه در سال ۱۹۵۷ با شرکت ملی بیسکوییت، کی شولر و بانک مبادله ذرت به عنوان مستاجران اصلی افتتاح شد.
هلدینگ ال اند ال از سال ۲۰۰۴ یعنی از زمانی که خانواده گولت قصد داشتند ۳۳٪ از سهام را بفروشند، درتلاش بود تا ۴۲۵ خیابان پارک را بازسازی کند. پس از یک مذاکره طولانی، ال اند ال، با همکاری لیمن برادرز، در سال ۲۰۰۶ یک قرارداد اجاره زمینی ۸۴ ساله با خانواده گولت منعقد کرد که ارزش آن ۳۲۰ میلیون دلار با پیش پرداختی بزرگ بود. اجاره به ال اند ال اجازه داد تا بلوک شرقی خیابان پارک بین خیابان ۵۵ و خیابان ۵۶ را پس از پایان قراردادهای اجاره موجود با مستاجرین ساختمان در سال ۲۰۱۵، بازسازی کند. در مرحله پیش توسعه، لیمن برادرز در سال ۲۰۰۸ ورشکست شد. ال اند ال تلاش کرد تا لیمن برادرز را با تخفیف زیادی بخرد، اما لیمن برادرز تصمیم گرفت به تأمین مالی پروژه از طریق ورشکستگی خود با تعهدات مالی اولیه ادامه دهد. با این حال، در سال ۲۰۱۳، ال اند ال، بنتال گرین اوک و سایر سرمایه گذاران ۹۰ درصد از سهام لیمن برادرز را در این پروژه خریداری کردند. که به ال اند ال اجازه داد تا کنترل کامل توسعه مجدد را دراختیار داشته باشد.

### ساختمان بازطراحی شده
ال اند ال ساختمان جدید را با این فرض طراحی کرد که ۲۵٪ از ساختار قبلی خود را نگه دارد، تا مساحت کل طبقات یعنی ۶۷۰٬۰۰۰ فوت مربع (۶۲٬۰۰۰ متر مربع) را حفظ کند. ال اند ال شرکت فاستر اند پارتنرز را برای طراحی ساختمان پس از رقابت برای انتخاب معمار انتخاب کرد. ۱۱ شرکت معماری در مناقصه ال اند ال شرکت کردند. این ۱۱ شرکت به چهار پیشنهاد نهایی محدود شدند، از شرکت معماران زاها حدید، راجرز استرک هاربر و شرکا، شرکت OMA، و فاستر اند پارتنرز هر کدام بخشی از ساختار اصلی را در خود جای داده بودند. سایت خبری املاک و مستغلات ییمبی اشاره کرد که با توجه به سه باله بتنی حدوداً ۲۰۰ فوت (۶۱ متر)، طرح فاستر «برجسته‌ترین اثر خط آسمان» را در مقایسه با سایر پیشنهادها خواهد داشت. یکی دیگر از عناصر کلیدی طراحی فاستر اند پارتنرز سه طبقه سقف بسیار بلند و فضای کف تقریباً بدون ستون بود.

## منطقه بندی
این ساختمان در بخش شرقی میدتاون منهتن واقع شده است. این ناحیه، از خیابان ۳۴ شرقی تا خیابان ۵۹ شرقی، و از خیابان دوم تا خیابان پنجم، یکی از مناطق تجاری اصلی در منهتن با بیش از ۴۰۰ ساختمان اداری است.

## توسعه
۵۵۶ میلیون دلار وام ساختمانی توسط این املاک ضمانت شده است.

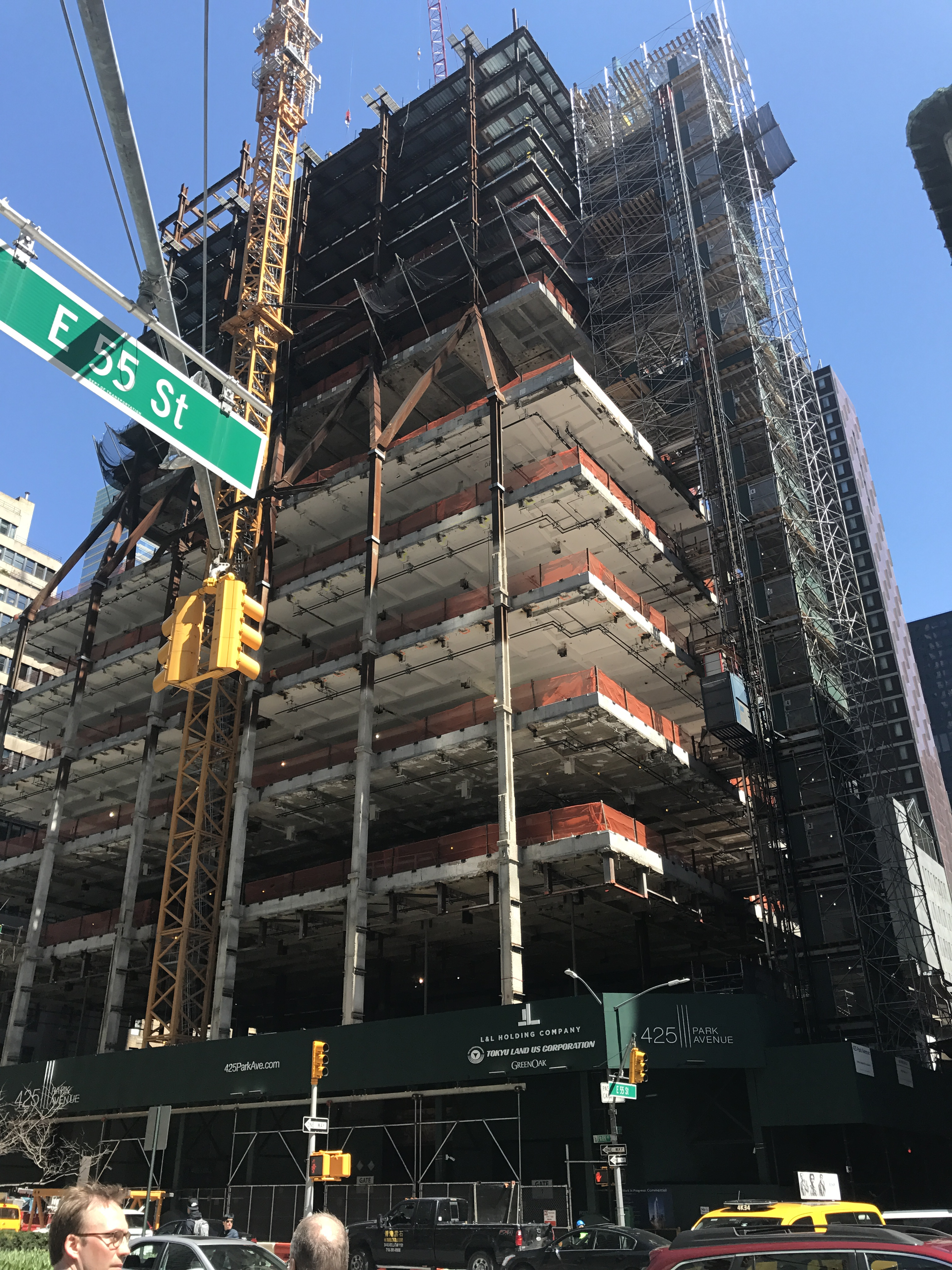
پایه جدید با دال‌های کف متصل به ستون‌های جدید، و ستون‌های قدیمی قطع شده است.

حفظ ساختار اصلی این ساختمان منجر به مشکلاتی در حین ساخت و ساز شد و توسعه دهنده را ملزم به استخدام یک شرکت مهندسی سوم برای کمک به هماهنگ‌کردن توالی تخریب و ساخت و ساز کرد. اولین قدم، تخریب کامل طبقه به طبقه از طبقه بالا تا طبقه ۱۸ ام بود. سپس سازه‌های فولادی موقت برای حمایت از ۱۷ طبقه باقی مانده قبل از تخریب بیشتر نصب شد. ۷۵۰ تن بادبندها، سیستم‌های مهار جرثقیل، سیستم‌های نگهدارنده و خرپاهای موقت در محل نصب شد. ثابت شده است که نصب این سازه‌های فولادی موقت بزرگ در وسط یک ساختمان نیمه تخریب شده، فرآیندی چالش‌برانگیز و زمان بر است. پس از نصب، قسمت پشتی ساختمان تخریب شد. دوازده ستون جامبو جدید برپا شد، شش ستون بیرونی در جلوی ساختمان و شش ستون دیگر در مرکز ساختمان. هسته ساختمان جدید نیز در عقب ساخته شد تا به هر طبقه دیگری که در ساختمان جدید باقی می‌ماند متصل شود. بقیه دال‌های کف غیرمرتبط با ایجاد کف‌های سقف بلند در پایه تخریب شدند. کار بر روی هسته ساختمان در عقب ادامه یافت و طبقات جدیدی در بالای سازه قدیمی ساخته شد. در یک دوره انتظار چندین ماهه، طبقات بیشتری قبل از برداشتن ستون‌های اصلی و سازه‌های فولادی موقت در پایه ساخته شدند و طبقات فقط توسط ۱۲ ستون جامبو و هسته جدید ساختمان نگه داشته می‌شدند.
این ساختمان در آوریل ۲۰۱۸ به نصف ارتفاع کامل خود رسید. نصب نما در ژوئن ۲۰۱۸ آغاز شد. در آن زمان، بنای فوقانی ۲۲ طبقه تا حداکثر ارتفاع فاصله داشت. این ساختمان در ۴ دسامبر ۲۰۱۸ در مراسمی با حضور معمار اصلی لرد نورمن فاستر به پایان رسید. این ساختمان در ژانویه ۲۰۲۱ گواهینامه موقت سکونت دریافت کرد. درنهایت بازسازی در اکتبر ۲۰۲۲ به پایان رسید.

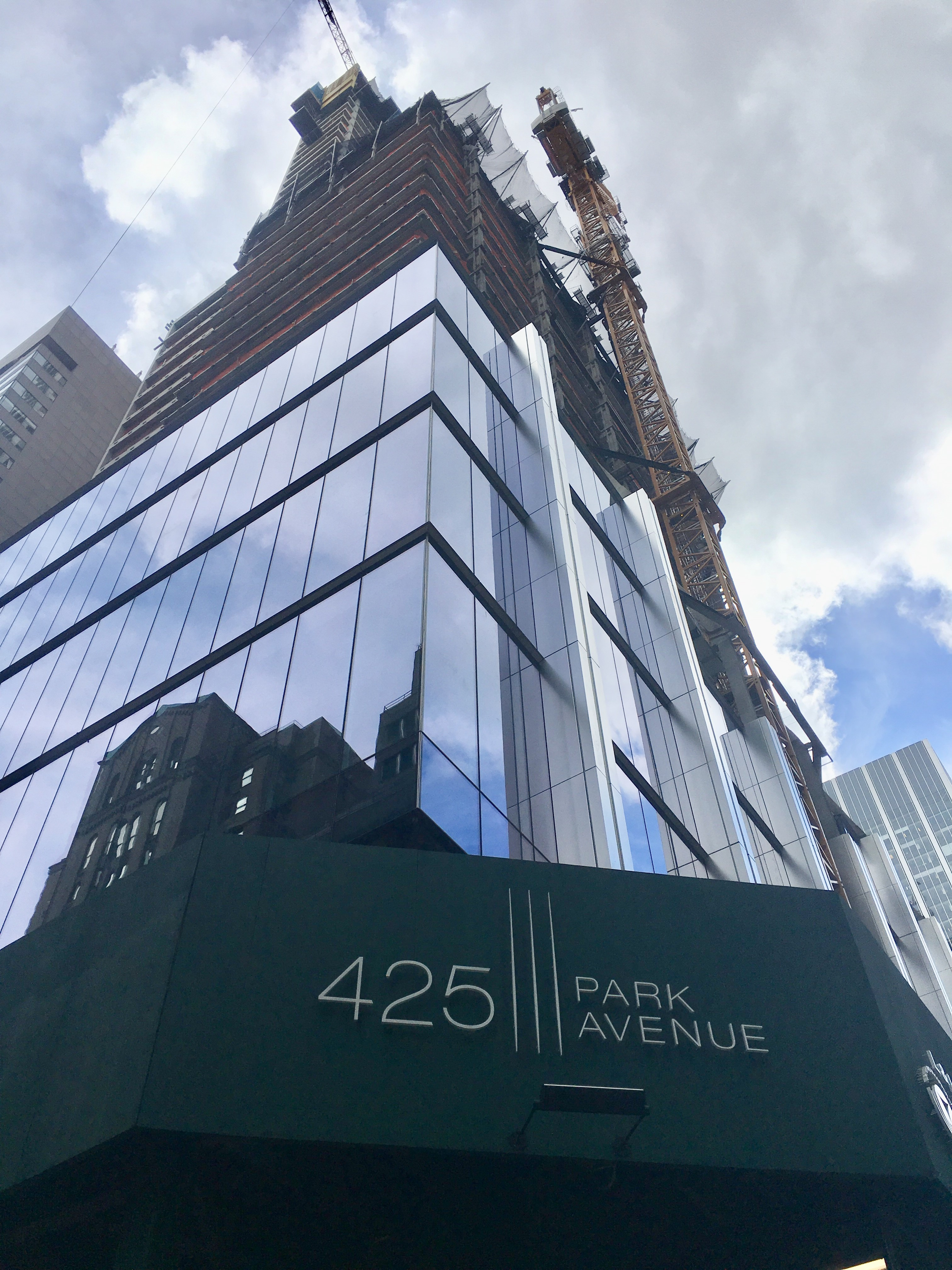
۴۲۵ خیابان پارک در سپتامبر ۲۰۱۸